# Astaena acuticollis
Astaena acuticollis är en skalbaggsart som beskrevs av Frey 1973. Astaena acuticollis ingår i släktet Astaena och familjen Melolonthidae. Inga underarter finns listade.